# Alpha (álbum de Aitana)
Alpha (estilizado como αlpha) es el tercer álbum de estudio de la cantante y compositora española Aitana. El álbum se estrenó a través de Universal Music España, el 22 de septiembre de 2023. Contiene quince temas, seis de ellos publicados como sencillos. Hay tres colaboraciones en el álbum, con Nicki Nicole, Rels B y Danna Paola.
El disco lanzó seis sencillos entre 2021 y 2023, «Formentera» con Nicki Nicole, «En el coche», «Los Ángeles», «Las babys», «Miamor» con Rels B y «Dararí», todos convirtiéndose en un éxito comercial a la vez que cuatro de ellos consiguieron posicionarse en el  top 10 de la lista PROMUSICAE Top 100. Mientras que otros como «Formentera» y «Los Ángeles» consiguieron llamar la atención internacional posicionándose en las listas de Argentina, México, Panamá y Guatemala entre otros.

## Antecedentes
Tras el lanzamiento de su segundo álbum de estudio 11 razones (2020), la cantante afirmó estar trabajando en el tercer álbum, más centrado en la música electrónica, siendo su primer lanzamiento de esta nueva era, la canción «Formentera» junto a Nicki Nicole. Después de meses componiendo y formando el que sería su nuevo disco, en enero de 2023 tras un viaje a la ciudad de Los Ángeles, cambió de planes y formó un disco completamente nuevo, dejando tan solo las composiciones junto a Nicole y «En el coche».
En marzo de 2023, desveló el título de su nuevo álbum con un teaser: Alpha, que tendría sonidos dance pop y house. En los meses posteriores, lanzó tres canciones en forma de sencillo para el nuevo disco: «Los Ángeles», «Las Babys» y «miamor» junto a Rels B.

## Grabación y composición
Tras el lanzamiento de «Los Ángeles», Aitana reveló que Alpha fue grabado en "un poco más de dos meses" después de un viaje a la ciudad de Los Ángeles en enero de 2023 ya que "sentía que las canciones que había grabado no le llenaban". "No tengo una línea y por cosas que pasan en la vida de las personas, cuando viajé a Los Ángeles en enero pasado, escribí un disco totalmente nuevo", descartando así el material del disco "más urbano" que estaba grabando en 2021.
Sobre la composición del disco, la cantante ha afirmado haber compuesto todas las canciones que la conforman a través de sus vivencias, además de ser la primera vez que una canción está completamente compuesto por ella, «The Killers». Pese a que «Formentera» y «En el coche» fueron grabadas y compuestas con anterioridad, Aitana las quería dentro del disco por el estilo y la producción de las mismas. Los temas más importantes que se tratan el disco son el amor, el desamor y la sensualidad femenina.

## Lanzamiento y promoción
Universal Music lanzó Alpha el 22 de septiembre de 2023. Se lanzó en streaming, descarga digital, CD y cinco variantes de LP.

### Comercialización
Unas semanas antes del estreno del disco, en agosto de 2023, se conoció que sería lanzado el 22 de septiembre de 2023, con quince temas, seis de ellos presentados como sencillos, y con tres colaboraciones. Se vendió una colección de LP de vinilo de diferentes colores limitados a través de distribuidores seleccionados, el verde oscuro fue vendido exclusivamente por El Corte Inglés, uno azul celeste por La Casa del Disco, uno rosa por Amazon y uno morado a través de su página web. Alpha también se lanzó como vinilo negro estándar, casete y CD. 
Como parte destacada de la promoción del álbum, Aitana realizó una serie de fiestas exclusivas en varias discotecas de Madrid, Ciudad de México y Sevilla, siendo los días 29 de marzo, donde presentó el lead single del álbum «Los Ángeles», 21 de abril, y 15 de noviembre, respectivamente.
Durante la semana de lanzamiento, Aitana mostró un adelanto de canciones seleccionadas en TikTok, incluidas «2 Extraños», «AQYNE» (junto a Danna Paola) y «Dararí». Esa misma semana, también fue la invitada de El Hormiguero y La Resistencia. 
La cantante también se unió con Amazon Music, creando la «Alpha Experience by Amazon Music» un evento para los fans, los días 20, 21 y 22 de septiembre en Madrid.

### Gira
El 1 de octubre de 2023 inició la gira Αlpha Tour en Valencia, España. El tour se extendió hasta verano de 2024, donde concluyó con más de 450.000 asistentes.

## Listado de canciones
| Alpha |                                 |                                                                           |                 |          |  |
| N.º   | Título                          | Escritor(es)                                                              | Productor(es)   | Duración |  |
| 1.    | «Alpha09»                       | Aitana Ocaña, Andrés Torres, Mauricio Rengifo                             | Rengifo, Torres | 1:09     |  |
| 2.    | «Los Ángeles»                   | Aitana Ocaña, Torres, Rengifo                                             | Rengifo, Torres | 2:40     |  |
| 3.    | «Las Babys»                     | Aitana Ocaña, Davide Riva, Alfredo Pignagnoli, Torres, Rengifo            | Rengifo, Torres | 2:33     |  |
| 4.    | «Dararí»                        | Aitana Ocaña, Joaquina, Valentina López                                   | Kuinvi          | 2:53     |  |
| 5.    | «AQYNE» (con Danna Paola)       | Aitana Ocaña, Danna Paola, Torres, Rengifo                                | Rengifo, Torres | 3:01     |  |
| 6.    | «Ella bailaba»                  | Aitana Ocaña, Torres, Rengifo                                             | Rengifo, Torres | 2:46     |  |
| 7.    | «Otra noche sin ti»             | Aitana Ocaña, Álex Capdevila, Samantha Cámara, Luis J. González Maldonado | Mr. Naisgai     | 1:35     |  |
| 8.    | «The Killers»                   | Aitana Ocaña                                                              | Big One         | 3:01     |  |
| 9.    | «miamor» (con Rels B)           | Aitana Ocaña, Daniel Heredia Vidal, Torres, Rengifo                       | Rengifo, Torres | 2:40     |  |
| 10.   | «Luna»                          | Aitana Ocaña, Andrés Vicente Lazo Uslar, Orlando Vito, Renzo Bravo        | Vito, Bravo     | 3:43     |  |
| 11.   | «Formentera» (con Nicki Nicole) | Aitana Ocaña, Nicki Nicole, Torres, Rengifo                               | Rengifo, Torres | 3:31     |  |
| 12.   | «2 extraños»                    | Aitana Ocaña, Torres, Rengifo                                             | Rengifo, Torres | 3:00     |  |
| 13.   | «24 rosas»                      | Aitana Ocaña, Torres, Rengifo                                             | Rengifo, Torres | 2:48     |  |
| 14.   | «En el coche»                   | Aitana Ocaña, Torres, Rengifo                                             | Rengifo, Torres | 2:07     |  |
| 15.   | «Pensando en ti»                | Aitana Ocaña, Torres, Rengifo                                             | Rengifo, Torres | 2:15     |  |

## Recepción
El álbum obtuvo críticas mayoritariamente positivas por parte de la prensa especializada. Fue seleccionado como el mejor álbum femenino del año en español por la revista Rolling Stone y el octavo en general, además de recibir una puntuación de 6.9/10 en el portal especializado de música Jenesaispop.
Se coronó como el álbum más vendido en España en su primera semana de lanzamiento, además de obtener la certificación de disco de Oro por los Productores de Música de España en dicha semana.Más tarde, en su tercera semana volvió al puesto número 1, consiguiendo así su segunda semana no consecutiva en dicho puesto.

## Historial de lanzamiento
| País   | Fecha                    | Formato                                                 | Discográfica          | Ref.   |
| ------ | ------------------------ | ------------------------------------------------------- | --------------------- | ------ |
| Global | 22 de septiembre de 2023 | Descarga digital, Streaming, CD, Cassette, Box Set y LP | Universal Music Group | [ 20 ] |

## Posicionamientos y listas
| País   | Asociación | Lista           | Primera semana           | Posición | Ref.   |
| España | Promusicae | Top 100 Álbumes | 22 de septiembre de 2023 | 1        | [ 21 ] |

### Certificaciones
| País   | Organismo certificador | Certificación | Ventas |
| ------ | ---------------------- | ------------- | ------ |
| España | PROMUSICAE             | 2xPlatino     | 80 000 |

### Certificaciones de los temas
| Canción       | País      | Organismo certificador | Certificación | Ventas  |
| ------------- | --------- | ---------------------- | ------------- | ------- |
| «Formentera»  | España    | PROMUSICAE             | 6xPlatino     | 360 000 |
| «Formentera»  | Argentina | CAPIF                  | Oro           | 10 000  |
| «Formentera»  | Uruguay   | CUD                    | 1xPlatino     | 4 000   |
| «Formentera»  | Colombia  | ASINCOL                | Oro           | 5 000   |
| «Formentera»  | Perú      | UNIMPRO                | 1xPlatino     | 20 000  |
| «En el coche» | España    | PROMUSICAE             | 3xPlatino     | 180 000 |
| «En el coche» | Perú      | UNIMPRO                | Oro           | 10 000  |
| «Los Ángeles» | España    | PROMUSICAE             | 4xPlatino     | 240 000 |
| «Los Ángeles» | México    | AMPROFON               | Oro           | 30 000  |
| «Los Ángeles» | Colombia  | ASINCOL                | 1xPlatino     | 10 000  |
| «Los Ángeles» | Perú      | UNIMPRO                | 1xPlatino     | 20 000  |
| «Las Babys»   | España    | PROMUSICAE             | 4xPlatino     | 240 000 |
| «Las Babys»   | Colombia  | ASINCOL                | Oro           | 5 000   |
| «Las Babys»   | Perú      | UNIMPRO                | Oro           | 10 000  |
| «miamor»      | España    | PROMUSICAE             | 1xPlatino     | 60 000  |
| «AQYNE»       | España    | PROMUSICAE             | Oro           | 30 000  |
| «Dararí»      | España    | PROMUSICAE             | Oro           | 30 000  |
| «24 Rosas»    | España    | PROMUSICAE             | Oro           | 30 000  |